# فرانسواز بلانشارد
فرانسواز بلانشار (فرانسوی: Françoise Blanchard‎؛ ۶ ژوئن ۱۹۵۴ – ۲۹ مهٔ ۲۰۱۳) یک هنرپیشه اهل فرانسه بود. وی بین سال‌های ۱۹۷۹ تا ۲۰۱۳ میلادی فعالیت می‌کرد.